# Liste des courts métrages de guerre produits par les Studios Disney
Durant la Seconde Guerre mondiale, les studios Disney produisirent une série de courts métrages d'animation destinés à encourager l'effort de guerre au Canada dès 1941, puis aux États-Unis à partir de 1942. Mettant en scène pour certains les personnages Disney et plus particulièrement Donald Duck, ils étaient à destination du grand public (vente de bonds, rationnement) ou des armées (tactique, morale). Un long-métrage mêlant animation et prises de vues réelles, Victoire dans les airs, sortit également en 1943.
Bien qu'il faille les replacer dans leur contexte historique, leur caractère violemment propagandiste (les Allemands, les Japonais et les Italiens y sont en particulier caricaturés de façon outrancière) fait que la plupart d'entre eux sont aujourd'hui encore censurés par les studios Disney.

## courts métrages grand public

### 1941
- The Thrifty Pig (Office national du film du Canada)  Avec les Trois Petits Cochons et le Grand Méchant Loup.
- Seven Wise Dwarves (Office national du film du Canada). Avec les sept nains.

### 1942
- All Together (Office national du film du Canada) Court-métrage destiné au public canadien. Avec Mickey Mouse, Dingo, Donald Duck, Riri, Fifi et Loulou, Clarabelle Cow, Horace Horsecollar, les Trois Petits Cochons, Figaro, Pinocchio, Geppetto et les Sept Nains.
- The New Spirit (U. S. Treasury) Avec Donald Duck.
- Out of the Frying Pan Into the Firing Line (Conservation Division of the War Production Board) Avec Minnie Mouse.
- Boys Anti-tank Rifle ou Stop that Tank ! (Office national du film du Canada). Avec Adolf Hitler.
- Donald's Decision (Office national du film du Canada)  Avec Donald Duck.
- Food Will Win the War (U.S. Department of Agriculture). Avec les Trois Petits Cochons.
- Donald à l'armée (Donald Gets Drafted). Dans la série Donald Duck.
- La Mascotte de l'armée (The Army Mascot). Dans la série Pluto
- Donald se camoufle (The Vanishing Private). Dans la série Donald Duck.
- Donald parachutiste (Sky Trooper). Dans la série Donald Duck.
- Pluto soldat. Dans la série Pluto.

### 1943
- Petit Poulet (Chicken Little)
- Der Fuehrer's Face. Avec Donald Duck.
- Education for Death. Avec Adolf Hitler.
- The Spirit of '43 (U. S. Treasury)  Avec Donald Duck.
- Reason and Emotion
- Vive le pogostick (Victory Vehicles). Dans la série Dingo.

- Gauche... Droite (Fall Out, Fall In). Dans la série Donald Duck.

- Facéties militaires (The Old Army Game) Dans la série Donald Duck. Avec Pat Hibulaire.
- À l'attaque ! (Home Defense) Dans la série Donald Duck. Avec Riri, Fifi et Loulou.
- Water, Friend or Enemy (Coordinator of Inter-American Affairs, 1er mai 1943) sur la lutte contre la pollution de l'eau afin d'avoir de l'eau potable et de réduire certaines maladies infectieuses[2]
- Defense Against Invasion (Coordinator of Inter-American Affairs)
- The Grain That Built a Hemisphere (Coordinator of Inter-American Affairs). Reprend l'animation de Symphonie d'une cour de ferme, Out of the Frying Pan Into the Firing Line et Bambi.
- The Winged Scourge (Coordinator of Inter-American Affairs). Avec les sept nains.

### 1944
- Pour être un bon marin (How to Be a Sailor). Dans la série Dingo.
- Commando Duck. Dans la série Donald Duck.

### 1945
- Insects as Carriers of Disease (Coordinator of Inter-American Affairs). Avec Careless Charlie.
- Cleanliness Brings Health (Coordinator of Inter-American Affairs). Avec Careless Charlie.
- Something You Didn't Eat (11 juin 1945, Cereal Institue, OWI et War Food Administration), informe la population des problèmes liés à la malnutrition[3]
- Hookworm (30 juin 1945, Coordinator of Inter-American Affairs), informe la population des maladies liées aux vers intestinaux[4]
- How Disease Travels (13 août 1945, Coordinator of Inter-American Affairs). Avec Careless Charlie., explique que l'utilisation de latrine permet d'éviter certaines maladies infectieuses[5]
- The Human Body (13 août 1945, Coordinator of Inter-American Affairs). Explique les différentes parties du corps humain, muscles, organes, vaisseaux sanguins[6]...
- Health For The Americas: What is Disease ?. Avec Careless Charlie.

### 1946
- Planning for Good Eating (3 avril 1946) Avec Careless Charlie. sur la nutrition[7]

## Courts métrages à destination des armées

### 1941
- Ice Formation On Aircraft (U.S. Navy)

### 1942
- Aircraft Carrier Landing Signals (U.S. Navy)
- Aircraft Carrier Mat Approaches and Landings (U.S. Navy)
- Aircraft Riveting (U.S. Navy)
- Approaches and Landings  (U.S. Navy)
- Battle of Britain (Army)
- Bending and Curving (U.S. Navy)
- Blanking and Punching (U.S. Navy). Prises de vues réelles
- Forming Methods (U.S. Navy)
- Four Methods of Flush Riveting (Office national du film du Canada)
- Icing Conditions (U.S. Navy)
- Know Your Enemy : Germany (U.S. Army)
- The Nazi's Strike (Campaign in Poland) (U.S. Army)
- Prelude to War  (U.S. Army)
- Protection Against Chemical Warfare (U.S. Navy)
- US Army Identification Series - WEFT (U.S. Navy)
- US Army Identification Series - WEFT and Warships (U.S. Navy)

### 1943
- Aeronca Project (Basic Maintenance of Primary Training Airplanes) (U.S. Army,  Aeronca)
- Air Masses and Fronts (U.S. Navy)
- Air Transport Command (U.S. Navy)
- Aircraft Carrier Landing Qualifications  (U.S. Navy)
- Aircraft Welding (U.S. Navy)
- The Aleutian Islands (A.D.C. Project)  (U.S. Army)
- Basic Electricity ou As Applied To Electronic Control Systems (U.S. Army Air Corps)
- Battle of China  (U.S. Army)
- Battle of Russia  (U.S. Army)
- Beechcraft Maintenance and Repair (Beech Aircraft Corp., U.S. Army)
- British Torpedo Plane Tactics  (U.S. Navy)
- C-1 Autopilot. Prises de vues réelles
- Carrier Rendezvous and Breakup  (U.S. Navy)
- The Cold Front (U.S. Navy) .
- Divide and Conquer  (U.S. Army)
- Fast Company  (U.S. Army)
- Fixed Gunnery and Fighter Tactics  (U.S. Navy)
- Fog  (U.S. Navy)
- Glider Training  (U.S. Army)
- Heat Treating  (U.S. Navy)
- High Level Precision Bombing  (U.S. Army)
- Know Your Enemy : Japan (U.S. Army)
- Lofting and Layouts (U.S. Navy)
- The Mark 13-Modification I Aerial Torpedo (U.S. Navy)
- Minnepolis Honeywell Project (U.S. Army)
- Mock-Up and Tooling  (U.S. Navy)
- The Occluded Front  (U.S. Navy)
- Rules of the Nautical Road  (U.S. Navy)
- Substitutions and Conversion (U.S. Army)
- Template Reproduction (U.S. Navy)
- Thunderstorms  (U.S. Navy)
- V.T.B. Pilot Training  (U.S. Navy)
- The Warm Front (U.S. Navy)
- Offensive Tactics Against Enemy Fighters (U.S Navy)

### 1944
- Air Brakes, Principles of Operation (U.S. Army)
- Attack in the Pacific (Office of Wartime Information)
- Automotive Electricity for Military Vehicles (U.S. Army)
- Basic Map Reading (U.S. Army)
- Battle of Cape Gloucester (U.S. Army)
- Carburetion, Basic Principles (U.S. Army)
- The Case of the Tremendous Trifle (U.S. Army)
- Electric Brakes, Principles of Operation (U.S. Army)
- The Equatorial Front  (U.S. Navy)
- A Few Quick Facts #7 (Venereal Disease) (U.S. Army)
- Flying the Weather Map (U.S. Navy)
- Fundamentals of Artillery Weapons (U.S. Army)
- The Howgozit Chart  (U.S. Navy)
- Howitzer, 105 mm M2A1 and Carriage M2, Principles of Operation (U.S. Army)
- It's Your War, Too (U.S. Army)
- Operation and Maintenance of the Electronic Turbo Supercharger (U.S. Army)
- Theory of Simplex and Phantom Circuits  (U.S. Army)
- Tuning Transmitters (U.S. Army)
- Two Down and One to Go (U.S. Army)
- Ward Care of Psychotic Patients  (U.S. Army)
- Weather at War  (U.S. Navy)
- Weather for the Navigator (U.S. Navy)
- Your Job in Germany (U.S. Army)

### 1945
- Another Chance (UN Peace Charter) (U.S. Army)
- Burma Campaign (The Stilwell Road)  (U.S. Army)
- Dental Health  (U.S. Army)
- On to Tokyo (U.S. Army)
- War Comes to America  (U.S. Army)

## Sorties vidéo
- Walt Disney Treasures : On the Front Lines (DVD)